# Stampriet

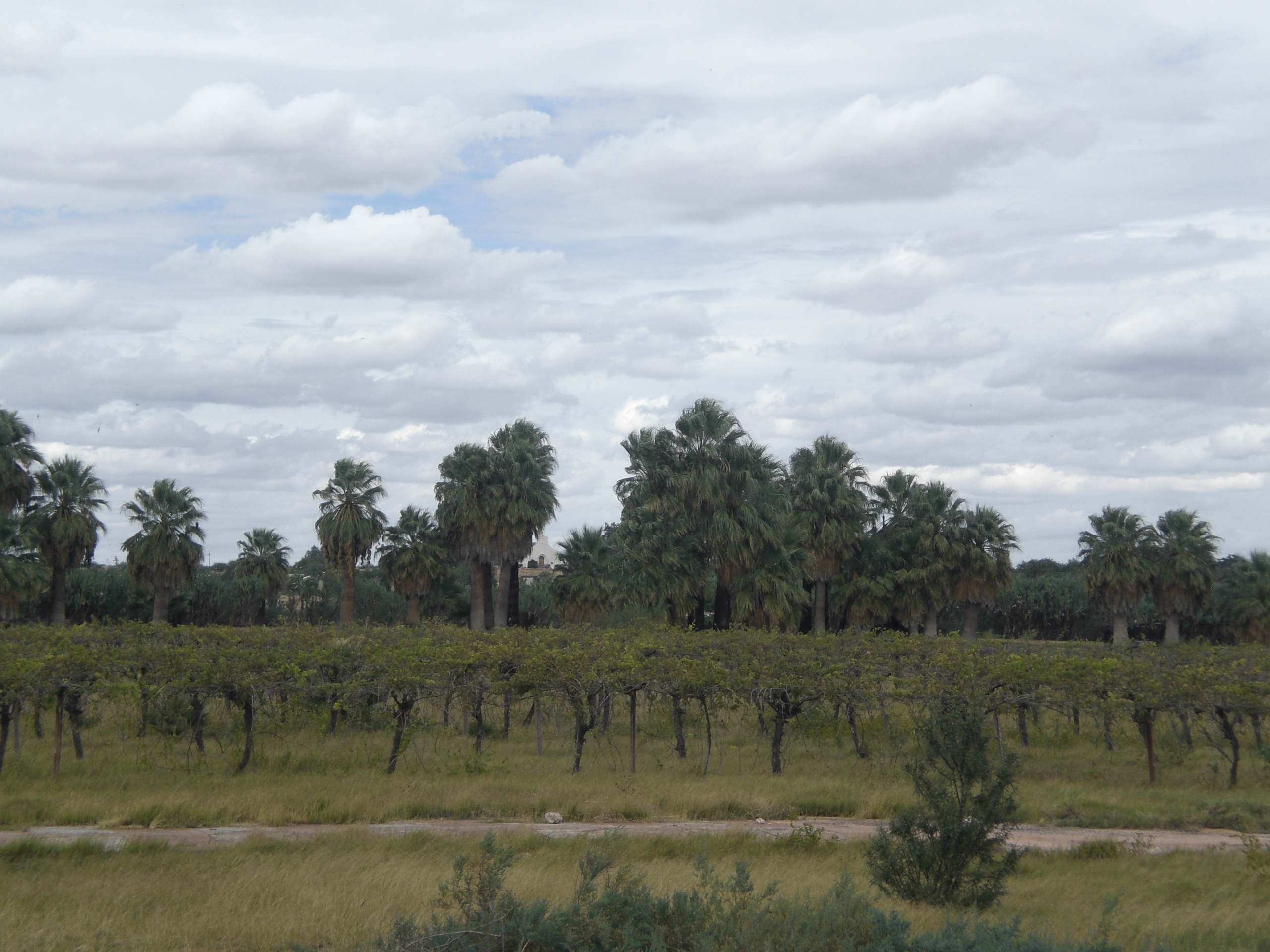
Traubenanbau in Stampriet

Stampriet ist ein Dorf in Namibia mit 3388 Einwohnern (Stand 2023), rund 40 Kilometer östlich von Mariental. Der Ort ist Verwaltungssitz des Wahlkreises Mariental-Land. Stampriet liegt auf 1177 m Höhe in einer fruchtbaren Flussoase des Auob-Riviers und liegt aufgrund eines der größten Grundwasserleiters des südlichen Afrika in einem fruchtbaren Gebiet der Kalahari. Das Dorf ist für seinen Gemüseanbau bekannt.
Stampriet wurde 1898 als Handelsposten in Deutsch-Südwestafrika gegründet und war immer wieder Schauplatz kriegerischer Auseinandersetzungen zwischen Deutschen und Nama. Stampriet ist Kreuzungspunkt der Hauptstraßen Hauptstraße C15 und C20 und besitzt einen Flugplatz. Hier befinden sich zwei Hotels, unter anderem der Gondwana Collection sowie zwei Privatschulen und eine staatliche Grundschule.

## Kommunalpolitik
Bei den Kommunalwahlen 2020 wurde folgendes amtliche Endergebnis ermittelt.
| Partei | Stimmen | Sitze |
| ------ | ------- | ----- |
| LPM    | 353     | 3     |
| SWAPO  | 272     | 2     |
| PDM    | 70      | 0     |